# Euphydryas phaeton
Euphydryas phaeton is een vlinder uit de familie Nymphalidae (vossen, parelmoervlinders en weerschijnvlinders). De spanwijdte varieert tussen de 45 en 70 millimeter.
De vlinder komt voor in het oosten van Nearctisch gebied. Elk jaar komt een generatie tot ontwikkeling die vliegt in juni en juli. De waardplanten zijn Chelone glabra, Penstemon hirsutus, smalle weegbree en Aureolaria. Na te hebben overwinterd stapt de rups ook wel over op andere planten.

## Symbool
Onder de naam Baltimore Checkerspot Butterfly is deze vlinder het officiële insect van de staat Maryland.